# Diagrama de Venn

Diagrama de Venn que mostra la intersecció de dos conjunts.

Els  diagrames de Venn  són il·lustracions usades en la branca de les matemàtiques i lògica de classes anomenada teoria de conjunts. Van ser inicialment concebuts el 1880 pel matemàtic anglès John Venn.
Aquests diagrames es fan servir per mostrar gràficament l'agrupació de coses  elements  a conjunts, representant cada conjunt mitjançant un cercle o un oval. La posició relativa en el pla d'aquests cercles mostra la relació entre els conjunts. Per exemple, si els cercles dels conjunts A i B se superposen, es mostra una àrea comuna a tots dos conjunts que conté tots els elements continguts a la vegada en A i en B. Si el cercle del conjunt A apareix dins del cercle d'un altre B, és que tots els elements de A també estan continguts en B.

## Orígens i Història

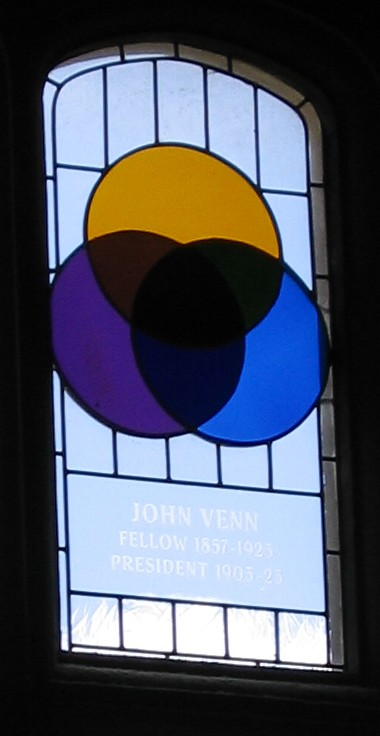
Finestral al menjador de la Gonville and Caius College, Cambridge, commemorant l'estada de Venn i el seu principal descobriment

Els diagrames de Venn reben el nom del seu creador, John Venn, matemàtic i filòsof britànic (1834-1923). Estudiant i més tard professor al Caius College de la Universitat de Cambridge, va desenvolupar tota la seva producció intel·lectual entre aquestes quatre parets.
Venn va introduir el sistema de representació que avui coneixem el juliol de 1880 amb la publicació del seu treball titulat « De la representació mecànica i diagramàtica de proposicions i raonaments » al  Philosophical Magazine and Journal of Science , provocant un cert enrenou en el món de la lògica formal. Encara que la primera forma de representació geomètrica de sil·logismes lògics s'atribueix comunament a Gottfried Leibniz, i va ser després ampliada per George Boole i Augustus De Morgan, el mètode de Venn superava en claredat i senzillesa als sistemes de representació anteriors, fins al punt de convertir-se amb el temps en un nou estàndard. Venn va ser el primer a formalitzar el seu ús i en oferir un mecanisme de generalització per a aquests.
Més endavant va desenvolupar una mica més el seu nou mètode en el seu llibre  Lògica simbòlica , publicat a 1881 amb l'ànim d'interpretar i corregir els treballs de Boole en el camp de la lògica formal. Encara que no va tenir gaire èxit en el seu afany, el seu llibre es va convertir en una excel·lent plataforma d'exemple pel nou sistema de representació. Va seguir utilitzant-lo en el seu següent llibre sobre lògica ( Els principis de la lògica empírica , publicat a 1889), de manera que els diagrames de Venn van ser a partir de llavors cada vegada més emprats com a representació de relacions lògiques.
La primera referència escrita del terme "diagrama de Venn" de la qual es té constància és molt tardana (1918), al llibre  A Survey of Symbolic Logic , Clarence Irving Lewis.
Els diagrames de Venn es fan servir avui dia per ensenyar matemàtiques elementals i per reduir la lògica i la Teoria de conjunts al càlcul simbòlic pur. Se solen utilitzar a l'aula diagrames de Venn de dos o tres conjunts com a eina de síntesi, per ajudar els estudiants a comparar i contrastar dos o tres d'elements, en així, s'inclouen dins de cada element les característiques exclusives, i en les interseccions, les comunes amb els altres.

## Tipus de diagrames de Venn

### Diagrama de dos conjunts

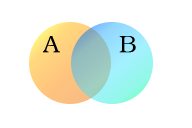
Conjunts A i B

Considerem l'exemple a la dreta: suposem que el conjunt A (el cercle taronja) representa, per exemple, totes les criatures vives amb només dues cames motrius i que el conjunt B (el cercle blau) conté totes les criatures que poden volar. L'àrea on tots dos cercles se superposen (que rep el nom d'intersecció entre A i B, o intersecció A-B) contindria per tant totes les criatures que, al mateix temps, poden volar i tenen només dues cames motrius.
Imaginem ara que cada tipus diferent de criatura viva està representat amb un punt situat en algun lloc del diagrama. Els humans i els pingüins estarien dins del cercle taronja (el conjunt A) a la part en què no se superposa amb el cercle blau (el conjunt B), ja que ambdós són bípedes i no poden volar. Els mosquits, que tenen sis cames motrius i poden volar, estarien representats amb un punt dins del cercle blau fora de la intersecció A-B. Els lloros, que tenen dues cames motrius i poden volar, estarien representats per un punt dins de la intersecció A-B. Qualsevol tipus de criatura que ni tingués dues cames ni pogués volar, com per exemple les balenes o les serps, estaria representats per punts fora de tots dos cercles.
El diagrama de Venn representat en l'exemple 1 pot descriure's com la relació entre el conjunt A i el conjunt B. L'àrea combinada de tots dos conjunts rep el nom d' unió dels conjunts A i B. La unió en aquest cas conté tota mena de criatures que tenen dues cames, poden volar, o totes dues coses alhora. L'àrea on els conjunts A i B se superposen es defineix com la intersecció de A i B. Conté tota mena de criatures que pertanyen a la vegada a A i a B, és a dir, que tenen dues cames i poden volar.

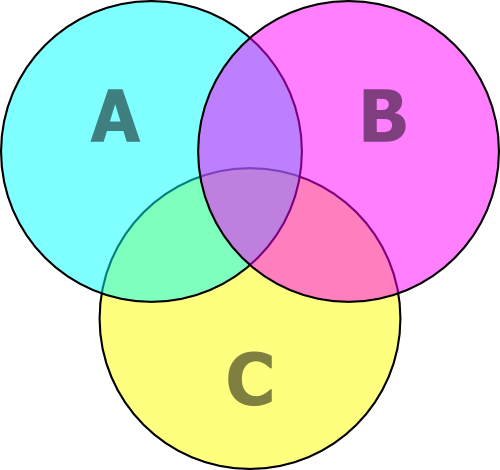
Diagrama de Venn que mostra totes les interseccions possibles entre tres conjunts A, B i C.

Un diagrama de Venn de dos conjunts defineix 4 àrees diferents (la quarta és l'exterior), que poden unir-se en 6 possibles combinacions:
- A  (dues potes)
- B  (capacitat de volar)
- A  i  B  (dues potes i volen)
- A  i no  B  (dues potes i no volen)
- No  A  i  B  (més o menys de dues potes, i volen)
- No  A  i no  B  (ni tenen dues potes ni volen)
- B  (volen)

De vegades s'inclou un rectangle al voltant del diagrama de Venn, que rep el nom d'univers de discurs (abans es creia en l'existència d'un conjunt universal, però Bertrand Russell va descobrir que amb aquest concepte el sistema és inconsistent vegeu paradoxa de Russell). Es fa servir per representar el conjunt de totes les coses possibles. La definició de l'univers, igual que la dels conjunts, depèn del diagrama sobre el qual es representa. La idea de conjunt universal, encara que va ser apuntada pel mateix Venn, s'atribueix habitualment a Charles Dodgson, més conegut com a Lewis Carroll.

### Diagrames de tres conjunts
Els diagrames de tres conjunts van ser els més corrents elaborats per Venn en la seva presentació inicial. Les diferents interseccions dels tres conjunts  A ,  B  i  C  defineixen SET àrees diferents, les possibles unions suposen 256 combinacions diferents dels tres conjunts inicials.

## Més de tres conjunts
La dificultat de representar més de tres conjunts mitjançant diagrames de Venn (o qualsevol altra representació gràfica) és gran. Venn sentia afició a la recerca de diagrames per a més de tres conjunts, als quals definia com "figures simètriques, elegants en si mateixes". Al llarg de la seva vida va dissenyar diverses d'aquestes representacions usant el·lipses, així com indicacions per a la creació de diagrames amb qualsevol quantitat de corbes, partint del diagrama de tres cercles.

### Diagrames de Venn d'Edwards
A. W. F. Edwards va dissenyar representacions per diagrames de Venn de més de tres conjunts, projectant el diagrama sobre una esfera. Es poden representar fàcilment tres conjunts prenent tres hemisferis en angle recte ( x  = 0,  i  = 0 i  z  = 0). Un quart conjunt es pot representar prenent una corba semblant a la juntura d'una pilota de tennis que pugi i baixi al voltant de l'equador. Els conjunts resultants poden projectar-se de nou sobre el plànol per mostrar diagrames d'engranatge , amb quantitats cada vegada majors de dents. Edwards va idear aquests diagrames mentre dissenyava la finestra de vidre en memòria de Venn que avui adorna el menjador de la seva escola.
|  |  |  |  |

### Altres diagrames
Els diagrames d'Edwards són topològicament equivalents als diagrames dissenyats per Branko Grünbaum, que es basaven en polígons interseca, amb quantitats creixents de costats. Phillip Smith va idear diagrames similars de  n  conjunts utilitzant corbes sinusoidals en equacions com  i  = sin (2   i    x )/2   i  , 0 ≤ i ≤  n  -2. Per la seva banda, Lewis Carroll va dissenyar un diagrama de cinc conjunts.

## Diagrames similars

### Diagrames d'Euler
Els diagrames d'Euler són similars als de Venn, però no necessiten totes les possibles relacions. Els diagrames d'Euler permeten representar inclusió d'una classe en una altra. Per exemple, en el representat en la il·lustració del marge dret, un conjunt (en groc) està totalment inclòs en un altre (en rosa), mentre que un altre (en lila) no té cap relació amb els dos anteriors.
Els diagrames d'Euler precedeixen als diagrames de Venn, però són diferents. Van ser introduïts per Euler per ajudar en la comprensió. John Venn intenta rectificar algunes deficiències a través dels Diagrames de Venn.
Suposem que el conjunt groc representa tots els tipus de quadrúpedes que poden trobar-se al món, i el rosa representa tots els animals existents en el món. Segons el diagrama, es veu clarament que tots els quadrúpedes són animals, però no tots els animals són quadrúpedes. Si definim el conjunt lila com el dels minerals, el diagrama ens permet representar de forma evident dues afirmacions addicionals: ni els animals pertanyen al regne mineral, ni els minerals al regne animal.

### Diagrama de Johnston

Diagrama de Johnston per a l'expressió ni A ni B són certes

Els diagrames de Johnston es fan servir per il·lustrar afirmacions lògiques com  ni A ni B són certes , i són una forma visual d'il·lustrar taules de veritat. Poden ser idèntics en aparença a diagrames de Venn, però no representen conjunts d'elements.

### Mapa de Karnaugh
Els  Mapes de Karnaugh  o  Diagrames de Veitch  són una altra manera de representar de forma visual expressions d'àlgebra booleana.

### Diagrama de Peirce
Els diagrames de Peirce, creats per Charles Peirce, són extensions dels diagrames de Venn amb informació de tots afirmacions existencials, disjuntives, de probabilitats i altres relacions.